# Luszowice (gromada)
Luszowice – dawna gromada, czyli najmniejsza jednostka podziału terytorialnego Polskiej Rzeczypospolitej Ludowej w latach 1954–1972.
Gromady, z gromadzkimi radami narodowymi (GRN) jako organami władzy najniższego stopnia na wsi, funkcjonowały od reformy reorganizującej administrację wiejską przeprowadzonej jesienią 1954 do momentu ich zniesienia z dniem 1 stycznia 1973, tym samym wypierając organizację gminną w latach 1954–1972.
Gromadę Luszowice z siedzibą GRN w Luszowicach utworzono – jako jedną z 8759 gromad na obszarze Polski – w powiecie dąbrowskim w woj. krakowskim, na mocy uchwały nr 21/IV/54 WRN w Krakowie z dnia 6 października 1954. W skład jednostki weszły obszary dotychczasowych gromad Luszowice i Smyków ze zniesionej gminy Radgoszcz w tymże powiecie. Dla gromady ustalono 24 członków gromadzkiej rady narodowej.
Gromadę zniesiono 1 stycznia 1969, a jej obszar włączono do gromady Radgoszcz.